# Кикирн
В митологията на инуитите Кикирн (англ. Qiqirn) е дух във вид на голямо плешиво куче. Страховит на пръв поглед звяр, то е плашливо и глуповато същество. Кучетата и хората бягат от него, а то бяга от кучета и хора. С косми са покрити само стъпалата, ушите, устата и края на опашката му. Един от начините да го уплашиш и изгониш е да изкрещиш името му.